# Sprint samochodowy
Sprint samochodowy – rodzaj wyścigów samochodowych, polegających na jak najszybszym pokonaniu prostego odcinka drogi o długości ¼ mili.
Sport bardzo popularny w USA. Od 2003, w Polsce organizowane są Wyścigowe Równoległe Mistrzostwa Polski.